# Reinberg
Reinberg este o comună din landul Mecklenburg-Pomerania Inferioară, Germania.